# Línea N28 (EMT Madrid)
La línea N28 de la Empresa Municipal de Transportes (EMT) de Madrid es una línea nocturna de menores que conecta Moncloa con Aravaca. Es una versión nocturna de la línea 160.

## Características
La línea es la única de la red madrileña de búhos que no conecta con el centro, siendo sólo periférica. Fue inaugurada el 29 de octubre de 2018.
Su función es conectar directamente el intercambiador de Moncloa con el barrio y la estación de Aravaca y la casa del More ,mediante la carretera de Castilla (M-500), servicio que de día es cubierto por las líneas 160, 161 y 162. En Moncloa, los viajeros de esta línea pueden tomar la N21, que une la plaza de Cibeles con Arroyo del Fresno; o las líneas interurbanas N602, N603, N604, N901, N902, N903, N904, N905, N906, N907 y N908 que conectan Madrid con diversos municipios del oeste de la Comunidad.
El 29 de noviembre de 2023 se amplía para prestar servicio al barrio de Valdemarín, formando un circuito neutralizado en sentido Aravaca.

## Horarios
| Domingos a jueves y festivos           |                   |                   |                   |                   |                   |                   |                   |                   |                   |                   |                   |                   |                   |                   |                   |
| Moncloa > Aravaca                      | Moncloa > Aravaca | Moncloa > Aravaca | Moncloa > Aravaca | Moncloa > Aravaca | Moncloa > Aravaca | Moncloa > Aravaca | Moncloa > Aravaca | Aravaca > Moncloa | Aravaca > Moncloa | Aravaca > Moncloa | Aravaca > Moncloa | Aravaca > Moncloa | Aravaca > Moncloa | Aravaca > Moncloa | Aravaca > Moncloa |
| 00                                     | 01                | 02                | 03                | 04                | 05                | 06                | 07                | 23                | 00                | 01                | 02                | 03                | 04                | 05                | 06                |
| 20 55                                  | 30                | 05 40             | 15 50             | 25                | 00 35             |                   |                   |                   | 20 55             | 30                | 05 40             | 15 50             | 25                | 00 40             |                   |
| Viernes, sábados y vísperas de festivo |                   |                   |                   |                   |                   |                   |                   |                   |                   |                   |                   |                   |                   |                   |                   |
| Moncloa > Aravaca                      | Moncloa > Aravaca | Moncloa > Aravaca | Moncloa > Aravaca | Moncloa > Aravaca | Moncloa > Aravaca | Moncloa > Aravaca | Moncloa > Aravaca | Aravaca > Moncloa | Aravaca > Moncloa | Aravaca > Moncloa | Aravaca > Moncloa | Aravaca > Moncloa | Aravaca > Moncloa | Aravaca > Moncloa | Aravaca > Moncloa |
| 00                                     | 01                | 02                | 03                | 04                | 05                | 06                | 07                | 23                | 00                | 01                | 02                | 03                | 04                | 05                | 06                |
| 00 20 40                               | 00 15 30 45       | 00 15 30 45       | 00 15 30 45       | 00 15 30 45       | 00 15 40          | 05 30             |                   |                   | 00 20 40          | 00 20 40 55       | 10 25 40 55       | 10 25 40 55       | 10 25 40 55       | 10 30 50          | 15                |
| Sólo sábados y vísperas de festivo     |                   |                   |                   |                   |                   |                   |                   |                   |                   |                   |                   |                   |                   |                   |                   |

## Recorrido y paradas

### Sentido Aravaca
| Código | Parada                           | Común con | Conexiones con Metro, Cercanías y Metro Ligero | Otros           |
| ------ | -------------------------------- | --------- | ---------------------------------------------- | --------------- |
| 2419   | MONCLOA (Ejército del Aire)      | N903 N907 | Moncloa                                        | NC1 NC2 N21 N31 |
| 1330   | Cardenal Cisneros                | N31       |                                                |                 |
| 2416   | Juan Herrera                     |           |                                                |                 |
| 4295   | Puente de los Franceses          |           |                                                |                 |
| 3425   | Club de Campo                    |           |                                                |                 |
| 3427   | Vía de las Dos Castillas         |           |                                                |                 |
| 3431   | Arroyo Pozuelo-Anís              | N902      |                                                |                 |
| 5599   | Arroyo Pozuelo-Húmera            |           |                                                |                 |
| 4578   | Estación de Aravaca-Río Arlanzón |           | Estación de Aravaca Aravaca                    |                 |
| 4584   | Golondrina-Brújula               |           |                                                |                 |
| 4790   | Glorieta Cirilo Martín Martín    |           |                                                |                 |
| 4793   | Carretera de Húmera-Riaza        |           |                                                |                 |
| 5645   | Osa Mayor-Carretera de Húmera    |           |                                                |                 |
| 3443   | Pléyades-Ana Teresa              | N906      |                                                |                 |
| 3467   | La Salle-Blanca de Castilla      |           |                                                |                 |
| 5345   | Camino de la Zarzuela-Valdemarín |           |                                                |                 |
| 5678   | Caballera Berenice-Valle Toranzo |           |                                                |                 |
| 4190   | Pico Orejón-Ana Teresa           |           |                                                |                 |
| 3445   | ARAVACA (Gta. María Reina)       |           |                                                |                 |

### Sentido Moncloa
| Código | Parada                           | Común con | Conexiones con Metro, Cercanías y Metro Ligero | Otros           |
| ------ | -------------------------------- | --------- | ---------------------------------------------- | --------------- |
| 3445   | ARAVACA (Gta. María Reina)       |           |                                                |                 |
| 3840   | Pléyades-Osa Mayor               | N906      |                                                |                 |
| 3447   | Osa Mayor-Carretera de Húmera    | N906      |                                                |                 |
| 4794   | Carretera de Húmera-Riaza        |           |                                                |                 |
| 4791   | Glorieta Cirilo Martín Martín    |           |                                                |                 |
| 4792   | Golondrina-Galaxia               |           |                                                |                 |
| 4579   | Estación de Aravaca-Río Arlanzón |           | Estación de Aravaca Aravaca                    |                 |
| 5598   | Arroyo Pozuelo-Húmera            |           |                                                |                 |
| 3432   | Arroyo Pozuelo-Anís              | N902      |                                                |                 |
| 3428   | Vía de las Dos Castillas         |           |                                                |                 |
| 3426   | Club de Campo                    |           |                                                |                 |
| 4198   | Puente de los Franceses          |           |                                                |                 |
| 3449   | Avenida de la Memoria            | N905      |                                                |                 |
| 2419   | MONCLOA (Ejército del Aire)      | N903 N907 | Moncloa                                        | NC1 NC2 N21 N31 |